# آلمان در المپیک تابستانی ۱۹۰۰
آلمان در بازی‌های المپیک تابستانی ۱۹۰۰ که در شهر پاریس فرانسه برگزار شد، کاروان آلمان با ۷۸ ورزشکار در این رقابت‌ها شرکت کرد و موفق به کسب ۸ مدال (۴ طلا، ۲ نقره، ۲ برنز) شد. در جدول رتبه‌بندی توزیع مدال‌ها، آلمان در ردهٔ ۷ مسابقات قرار گرفت.